# Felix Hausdorff

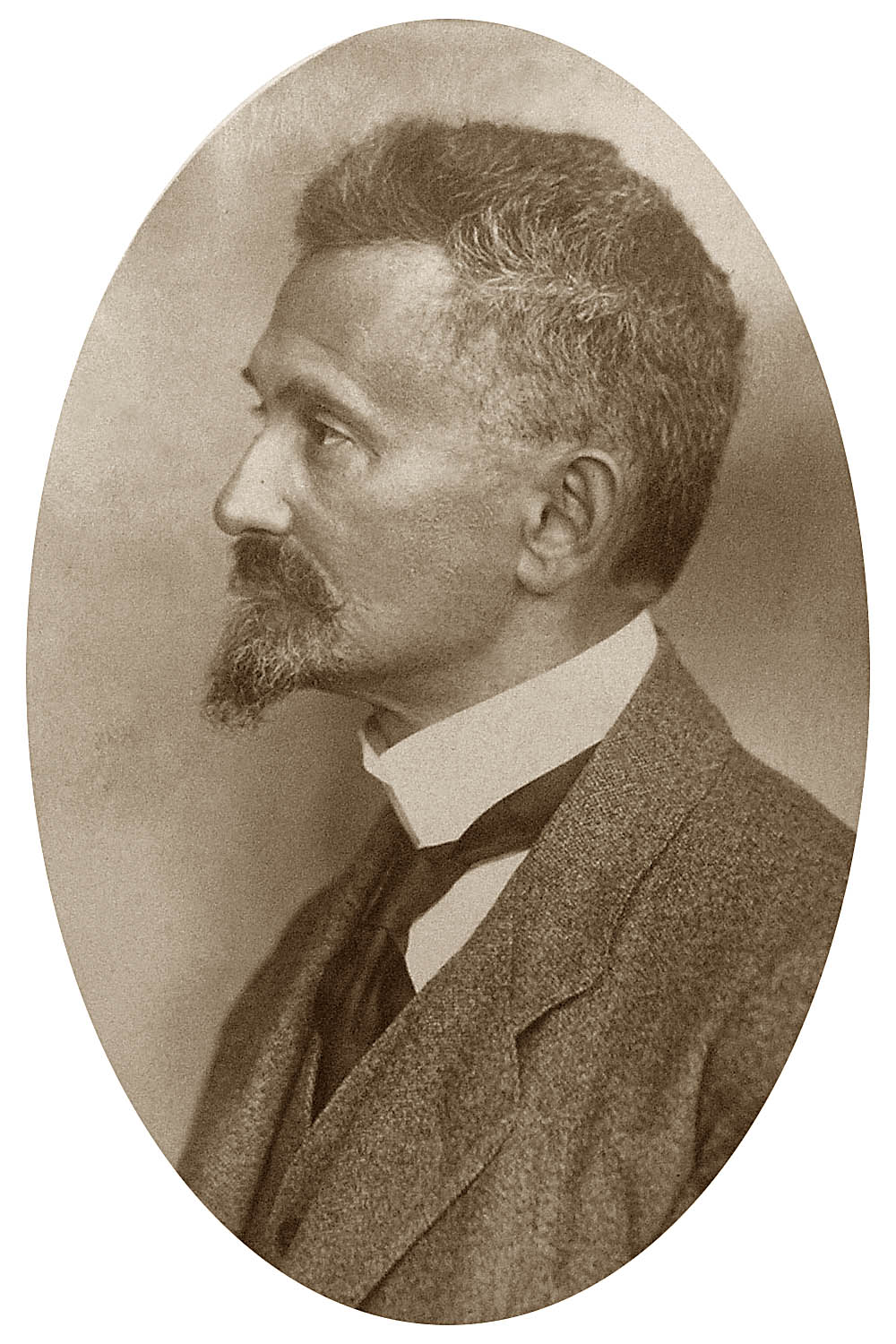
Felix Hausdorff

Felix Hausdorff (geboren am 8. November 1868 in Breslau; gestorben am 26. Januar 1942 in Bonn) war ein deutscher Mathematiker.
Er gilt als Mitbegründer der allgemeinen Topologie und lieferte wesentliche Beiträge zur allgemeinen und deskriptiven Mengenlehre, zur Maßtheorie, Funktionalanalysis und Algebra. Seinen letzten Lehrstuhl hatte er in Bonn.
Neben seinem Beruf wirkte er unter dem Pseudonym Paul Mongré auch als philosophischer Schriftsteller und Literat. Er wurde von den Nationalsozialisten verfolgt und nahm sich das Leben, um dem KZ-System zu entgehen.

## Leben und Schaffen

### Kindheit und Jugend
Hausdorffs Vater, der jüdische Kaufmann Louis Hausdorff (1843–1896), zog im Herbst 1870 mit seiner jungen Familie nach Leipzig und betrieb am Leipziger Brühl im Laufe der Zeit verschiedene Firmen, darunter eine Leinen- und Baumwollwarenhandlung. Er war ein gebildeter Mann und hatte schon mit 14 Jahren den Morenu-Titel errungen. Es gibt mehrere Abhandlungen aus seiner Feder, darunter eine längere Arbeit über die aramäischen Übersetzungen der Bibel aus Sicht des talmudischen Rechts.
Hausdorffs Mutter Hedwig (1848–1902), die in verschiedenen Dokumenten auch Johanna genannt wird, stammte aus der weitverzweigten jüdischen Familie Tietz. Aus einem Zweig dieser Familie ging auch Hermann Tietz hervor, Gründer des ersten Warenhauses und später Mitinhaber der Warenhauskette „Hermann Tietz“. In der Zeit der nationalsozialistischen Diktatur wurde diese unter der Bezeichnung Hertie „arisiert“.
Von 1878 an besuchte Felix Hausdorff das Nicolai-Gymnasium in Leipzig, eine Einrichtung, die einen hervorragenden Ruf als Pflanzstätte humanistischer Bildung hatte. Er war ein ausgezeichneter Schüler, über Jahre Klassenprimus und wurde öfter dadurch geehrt, dass er zu Schulfeiern selbstverfasste lateinische oder deutsche Gedichte vortragen durfte. In seinem Abiturjahrgang des Jahres 1887 (mit zwei Oberprimen) war er der einzige, der die Gesamtnote „I“ erreichte.
Die Wahl des Studienfaches fiel Hausdorff nicht leicht. Magda Dierkesmann, die als Studentin in Bonn in den Jahren 1926–1932 öfters im Hause Hausdorffs zu Gast war, berichtete 1967:

„Seine vielseitige musische Begabung war so groß, daß er erst auf das Drängen seines Vaters hin den Plan aufgab, Musik zu studieren und Komponist zu werden.“

Zum Abitur war die Entscheidung zugunsten der Naturwissenschaften gefallen.

### Studium, Promotion und Habilitation
Vom Sommersemester 1887 bis Sommersemester 1891 studierte Hausdorff Mathematik und Astronomie, hauptsächlich in seiner Vaterstadt Leipzig, unterbrochen durch je ein Semester in Freiburg im Breisgau (Sommersemester 1888) und Berlin (Wintersemester 1888/1889). Die erhalten gebliebenen Studienzeugnisse zeigen ihn als außerordentlich vielseitig interessierten jungen Mann, der neben den mathematischen und astronomischen Vorlesungen auch solche in Physik, Chemie und Geographie hörte, ferner Vorlesungen über Philosophie und Philosophiegeschichte sowie über Themen der Sprach-, Literatur- und Sozialwissenschaften. In Leipzig hörte er bei dem Musikwissenschaftler Paul dessen Vorlesung über Geschichte der Musik. Seine frühe Liebe zur Musik währte ein Leben lang; in Hausdorffs Haus gab es beeindruckende Musikabende mit dem Hausherrn am Klavier, wie Äußerungen verschiedener Teilnehmer bezeugen. Schon als Leipziger Student war er ein Verehrer und Kenner der Musik von Richard Wagner.
In den letzten Semestern seines Studiums schloss sich Hausdorff eng an Heinrich Bruns (1848–1919) an. Bruns war Ordinarius für Astronomie und Direktor der Sternwarte an der Universität Leipzig. Bei ihm promovierte Hausdorff 1891 mit der Arbeit Zur Theorie der astronomischen Strahlenbrechung über die Refraktion des Lichtes in der Atmosphäre. Es folgten zwei weitere Veröffentlichungen zum selben Thema und 1895 die Habilitation mit einer Arbeit über die Extinktion des Lichtes in der Atmosphäre. Diese frühen astronomischen Arbeiten Hausdorffs haben – ungeachtet ihrer exzellenten mathematischen Durcharbeitung – keine Bedeutung erlangt. Zum einen hat sich die zugrundeliegende Idee von Bruns als nicht tragfähig erwiesen (es wurden horizontnahe astronomische Refraktionsbeobachtungen benötigt, die – wie Julius Bauschinger wenig später zeigen konnte – prinzipiell nicht mit der erforderlichen Genauigkeit beschafft werden können). Zum anderen hat der Fortschritt bei der direkten Messung atmosphärischer Daten (Ballonaufstiege) sehr bald die mühevolle Berechnung dieser Daten aus Refraktionsbeobachtungen unnötig gemacht. In der Zeit zwischen Promotion und Habilitation absolvierte Hausdorff den einjährig-freiwilligen Militärdienst und arbeitete zwei Jahre lang als Rechner an der Sternwarte Leipzig.

### Privatdozent in Leipzig
Mit der Habilitation wurde Hausdorff Privatdozent an der Universität Leipzig und begann eine umfangreiche Lehrtätigkeit in den verschiedensten mathematischen Gebieten. Neben Lehre und Forschung in der Mathematik ging er seinen literarischen und philosophischen Neigungen nach. Als Mann mit vielseitigen Interessen, umfassend gebildet, hochsensibel und differenziert im Denken, Fühlen und Erleben, verkehrte er in seiner Leipziger Zeit mit einer Reihe bekannter Literaten, Künstler und Verleger wie Hermann Conradi, Richard Dehmel, Otto Erich Hartleben, Gustav Kirstein, Max Klinger, Max Reger und Frank Wedekind. Die Jahre 1897 bis etwa 1904 markieren den Höhepunkt seines literarisch-philosophischen Schaffens; in dieser Zeit erschienen 18 der insgesamt 22 unter Pseudonym veröffentlichten Schriften, darunter ein Gedichtband, ein Theaterstück, ein erkenntniskritisches Buch und ein Band Aphorismen.
Hausdorff heiratete 1899 Charlotte Goldschmidt, die Tochter des jüdischen Arztes Siegismund Goldschmidt aus Bad Reichenhall. Dessen Stiefmutter war die berühmte Frauenrechtlerin und Vorschulpädagogin Henriette Goldschmidt. 1900 wurde Hausdorffs einziges Kind, die Tochter Lenore (Nora), geboren; sie überlebte die Zeit des Nationalsozialismus und starb hochbetagt 1991 in Bonn.

### Wirkungsstätten als Professor
Im Dezember 1901 wurde Hausdorff zum außerplanmäßigen Professor an der Universität Leipzig ernannt. Die oft wiederholte Behauptung, Hausdorff habe einen Ruf aus Göttingen erhalten und diesen abgelehnt, lässt sich archivalisch nicht belegen und ist vermutlich falsch. Bei der Beantragung in Leipzig hatte sich der Dekan Kirchner veranlasst gesehen, dem sehr positiven Votum der Fachkollegen, verfasst von Heinrich Bruns, noch folgenden Zusatz beizufügen:

„Die Fakultät hält sich jedoch für verpflichtet, dem Königlichen Ministerium noch zu berichten, dass der vorstehende Antrag in der am 2. November d. J. stattgehabten Fakultätssitzung nicht mit allen, sondern mit 22 gegen 7 Stimmen angenommen wurde. Die Minorität stimmte deshalb dagegen, weil Dr. Hausdorff mosaischen Glaubens ist.“

Dieser Zusatz beleuchtet schlaglichtartig den unverhüllten Antisemitismus, der besonders nach dem Gründerkrach 1873 im gesamten Deutschen Reich einen starken Aufschwung genommen hatte. Leipzig war ein Zentrum der antisemitischen Bewegung, insbesondere auch unter der Studentenschaft. Es mag dies ein Grund dafür gewesen sein, dass sich Hausdorff an der Leipziger Universität nicht besonders wohl fühlte; ein anderer war vielleicht das betont hierarchische Gehabe der Leipziger Ordinarien, wo der Extraordinarius nichts galt.
Hausdorff schrieb nach der Habilitation noch je eine Arbeit über Optik, über nichteuklidische Geometrie und über hyperkomplexe Zahlensysteme sowie zwei Arbeiten über Wahrscheinlichkeitstheorie. Sein Hauptarbeitsgebiet wurde jedoch bald die Mengenlehre, vor allem die Theorie der geordneten Mengen. Es war anfangs ein philosophisches Interesse, welches ihn um 1897 dazu führte, Georg Cantors Arbeiten zu studieren. Bereits im Sommersemester 1901 hielt Hausdorff eine Vorlesung über Mengenlehre. Dies war eine der ersten Vorlesungen über Mengenlehre überhaupt, nur Ernst Zermelos Kolleg in Göttingen im Wintersemester 1900/1901 war ein wenig früher. Cantor selbst hat nie über Mengenlehre gelesen. In dieser Vorlesung findet sich die erste mengentheoretische Entdeckung Hausdorffs: Die Typenklasse aller abzählbaren Ordnungstypen hat die Mächtigkeit des Kontinuums. Dieser Satz fand sich jedoch schon in Felix Bernsteins Dissertation.
Zum Sommersemester 1910 wurde Hausdorff als planmäßiger Extraordinarius an die Universität Bonn berufen. In Bonn begann er mit einer Vorlesung über Mengenlehre, die er im Sommersemester 1912, wesentlich überarbeitet und erweitert, wiederholte.
Im Sommer 1912 begann auch die Arbeit an seinem opus magnum, dem Buch Grundzüge der Mengenlehre, das im April 1914 erschien.
Hausdorff wurde zum Sommersemester 1913 als Ordinarius an die Universität Greifswald berufen. Diese Universität war die kleinste unter den preußischen Universitäten. Auch das mathematische Institut war klein; im Sommersemester 1916 und im Wintersemester 1916/17 war Hausdorff der einzige Mathematiker in Greifswald. Dies brachte es mit sich, dass er in der Lehre durch die Grundvorlesungen fast vollständig ausgelastet war.
Es bedeutete eine wesentliche Verbesserung seiner wissenschaftlichen Situation, dass Hausdorff 1921 nach Bonn berufen wurde. Hier konnte er eine thematisch weitgespannte Lehrtätigkeit entfalten und immer wieder über neueste Forschungen vortragen. Besonders bemerkenswert ist beispielsweise eine Vorlesung über Wahrscheinlichkeitstheorie (NL Hausdorff: Kapsel 21: Fasz. 64.) vom Sommersemester 1923, in der er diese Theorie axiomatisch-maßtheoretisch begründete, und dies zehn Jahre vor A. N. Kolmogoroffs Grundbegriffe der Wahrscheinlichkeitsrechnung (vollständig abgedruckt in den gesammelten Werken, Band V). In Bonn hatte Hausdorff mit Eduard Study und später mit Otto Toeplitz herausragende Mathematiker als Kollegen und auch als Freunde.

### Hausdorff unter der nationalsozialistischen Diktatur

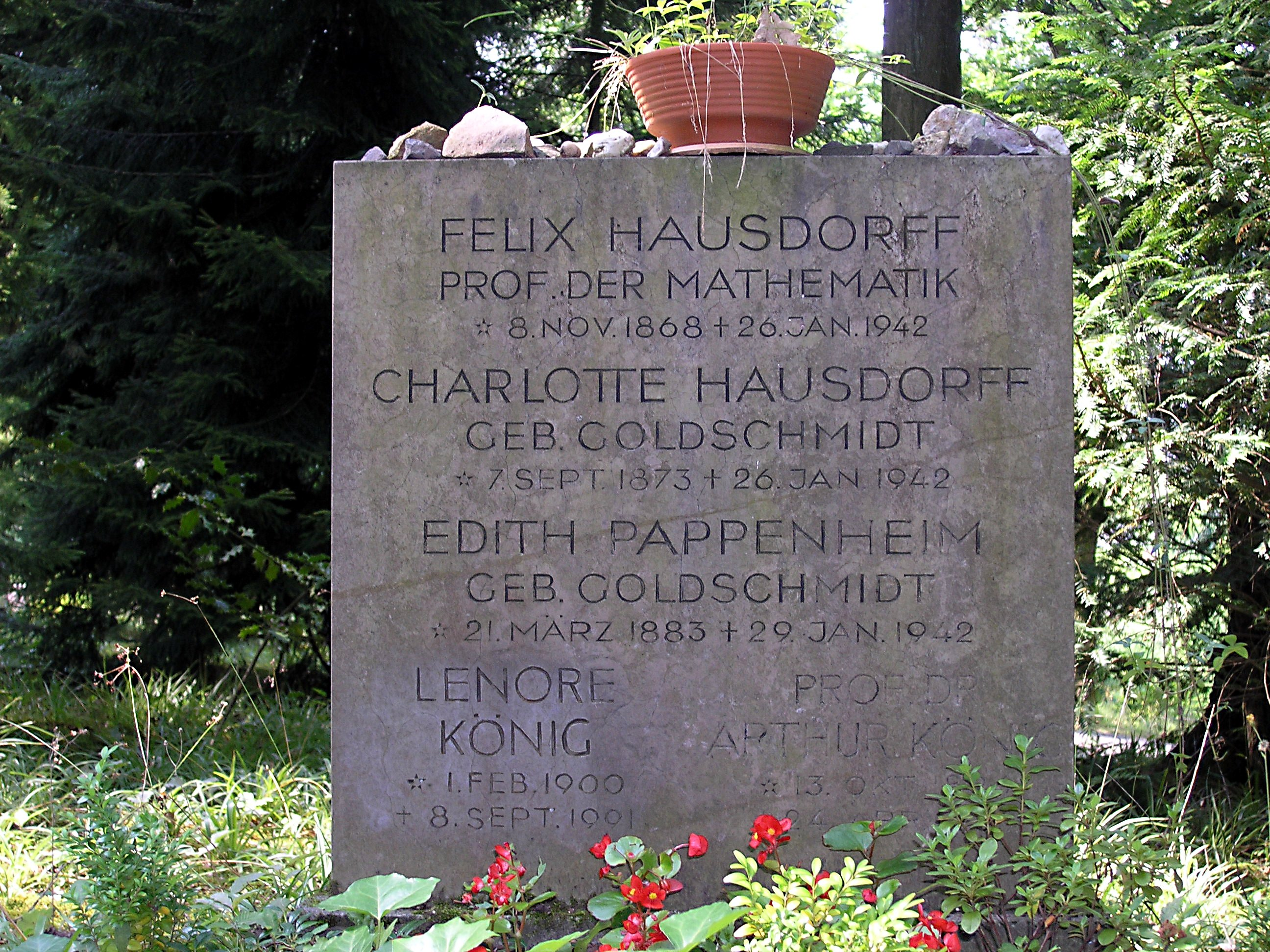
Grabstätte Felix Hausdorffs in Bonn-Poppelsdorf

Der Antisemitismus wurde mit der Machtübernahme des NS-Regimes Staatsdoktrin. Von dem 1933 erlassenen „Gesetz zur Wiederherstellung des Berufsbeamtentums“ war Hausdorff zunächst nicht unmittelbar betroffen, da er schon vor 1914 deutscher Beamter war. Es blieb vermutlich auch ihm nicht erspart, dass eine seiner Vorlesungen von nationalsozialistischen Studentenfunktionären gestört wurde. So brach er seine Vorlesung Infinitesimalrechnung III vom Wintersemester 1934/35 am 20. November ab. Da an der Bonner Universität in diesen Tagen eine Arbeitstagung des Nationalsozialistischen Deutschen Studentenbundes (NSDStB) stattfand, die festlegte, dass der Schwerpunkt der Arbeit im laufenden Semester das Thema „Rasse und Volkstum“ sei, liegt die Vermutung sehr nahe, dass Hausdorffs Abbruch der Vorlesung mit diesem Ereignis zusammenhängt, denn er hat nie sonst in seiner langen Laufbahn als Hochschullehrer eine Vorlesung abgebrochen.
Zum 31. März 1935 wurde Hausdorff nach einigem Hin und Her schließlich doch noch regulär emeritiert. Ein Wort des Dankes für 40 Jahre erfolgreiche Arbeit im deutschen Hochschulwesen fanden die damals Verantwortlichen nicht. Er arbeitete unermüdlich weiter und publizierte neben der erweiterten Neuauflage seiner Mengenlehre noch sieben Arbeiten zur Topologie und deskriptiven Mengenlehre, die alle in polnischen Zeitschriften erschienen: eine in Studia Mathematica, die übrigen in Fundamenta Mathematicae.
Auch der Nachlass Hausdorffs zeigt, dass er in den immer schwieriger werdenden Zeiten ständig mathematisch arbeitete und die aktuelle Entwicklung auf den ihn interessierenden Gebieten zu verfolgen suchte. Dabei unterstützte ihn Erich Bessel-Hagen selbstlos, indem er nicht nur der Familie Hausdorff in Freundschaft die Treue hielt, sondern auch Bücher und Zeitschriften aus der Institutsbibliothek besorgte, die Hausdorff als Jude nicht mehr betreten durfte.
Über die Demütigungen, denen Hausdorff und seine Familie insbesondere nach den Novemberpogromen 1938 ausgesetzt waren, weiß man einiges aus verschiedenen Quellen, z. B. aus den Briefen von Bessel-Hagen.
Hausdorff versuchte 1939 vergeblich, über den Mathematiker Richard Courant ein Forschungsstipendium (research fellowship) in den USA zu erhalten, um doch noch emigrieren zu können.

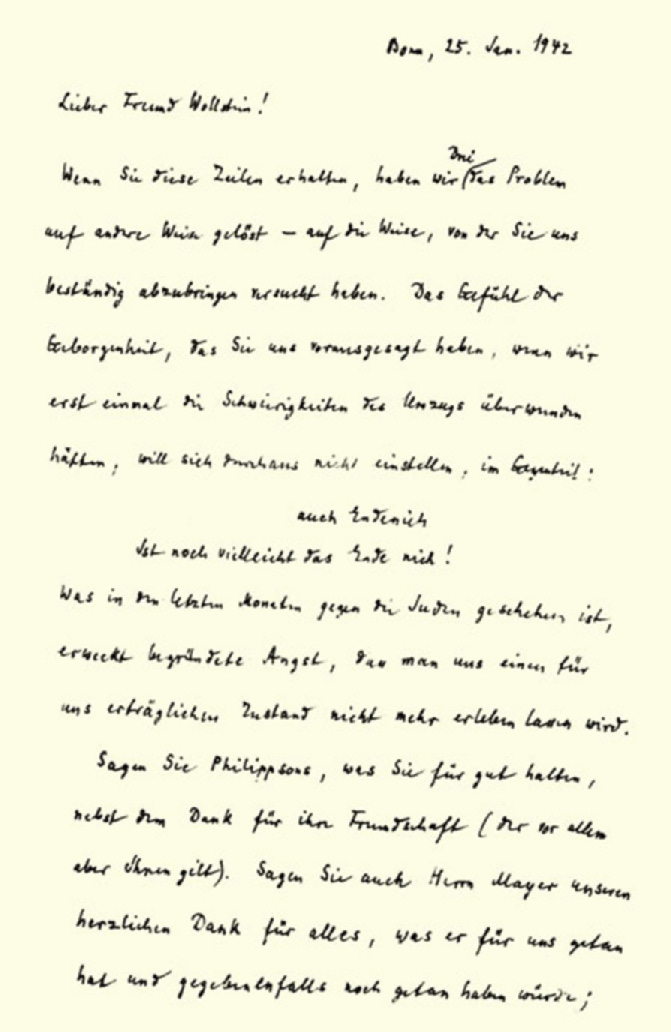
Die erste Seite des Abschiedsbriefs an Hans Wollstein.

Mitte 1941 schließlich wurde damit begonnen, die Bonner Juden in das Kloster „Zur ewigen Anbetung“ in Bonn-Endenich, aus dem man die Nonnen vertrieben hatte, zu deportieren. Von dort erfolgten später die Transporte in die Vernichtungslager im Osten. Nachdem Felix Hausdorff, seine Frau und die bei ihnen lebende Schwester seiner Frau, Edith Pappenheim, im Januar 1942 den Befehl erhalten hatten, in das Endenicher Lager überzusiedeln, schieden sie gemeinsam am 26. Januar 1942 durch Einnahme einer Überdosis Veronal aus dem Leben. Ihre letzte Ruhestätte befindet sich auf dem Poppelsdorfer Friedhof in Bonn. Seinen handschriftlichen Nachlass übergab er zwischen der Bestellung ins Zwischenlager und der Selbsttötung dem Ägyptologen und Presbyter Hans Bonnet, der diesen trotz Zerstörung seines Hauses durch einen Bombentreffer weitestgehend retten konnte.
Manche Bonner Juden machten sich möglicherweise über das Sammellager Endenich noch Illusionen – Hausdorff selbst nicht. Erwin Neuenschwander entdeckte im Nachlass Bessel-Hagen auch den Abschiedsbrief, den Hausdorff an den jüdischen Rechtsanwalt Hans Wollstein geschrieben hatte; hier Anfang und Ende des Briefes:

„Lieber Freund Wollstein!
Wenn Sie diese Zeilen erhalten, haben wir Drei das Problem auf andere Weise gelöst – auf die Weise, von der Sie uns beständig abzubringen versucht haben. Das Gefühl der Geborgenheit, das Sie uns vorausgesagt haben, wenn wir erst einmal die Schwierigkeiten des Umzugs überwunden hätten, will sich durchaus nicht einstellen, im Gegenteil:
auch Endenich
Ist noch vielleicht das Ende nich!
Was in den letzten Monaten gegen die Juden geschehen ist, erweckt begründete Angst, dass man uns einen für uns erträglichen Zustand nicht mehr erleben lassen wird.“

Nach dem Dank an Freunde und nachdem er in großer Gefasstheit letzte Wünsche bezüglich Bestattung und Testament geäußert hat, schreibt Hausdorff weiter:

„Verzeihen Sie, dass wir Ihnen über den Tod hinaus noch Mühe verursachen; ich bin überzeugt, dass Sie tun, was Sie tun können (und was vielleicht nicht sehr viel ist). Verzeihen Sie uns auch unsere Desertion! Wir wünschen Ihnen und allen unseren Freunden, noch bessere Zeiten zu erleben.
Ihr treu ergebener
Felix Hausdorff“

Dieser letzte schriftliche Wunsch Hausdorffs erfüllte sich nicht: Rechtsanwalt Wollstein wurde im KZ Auschwitz ermordet.

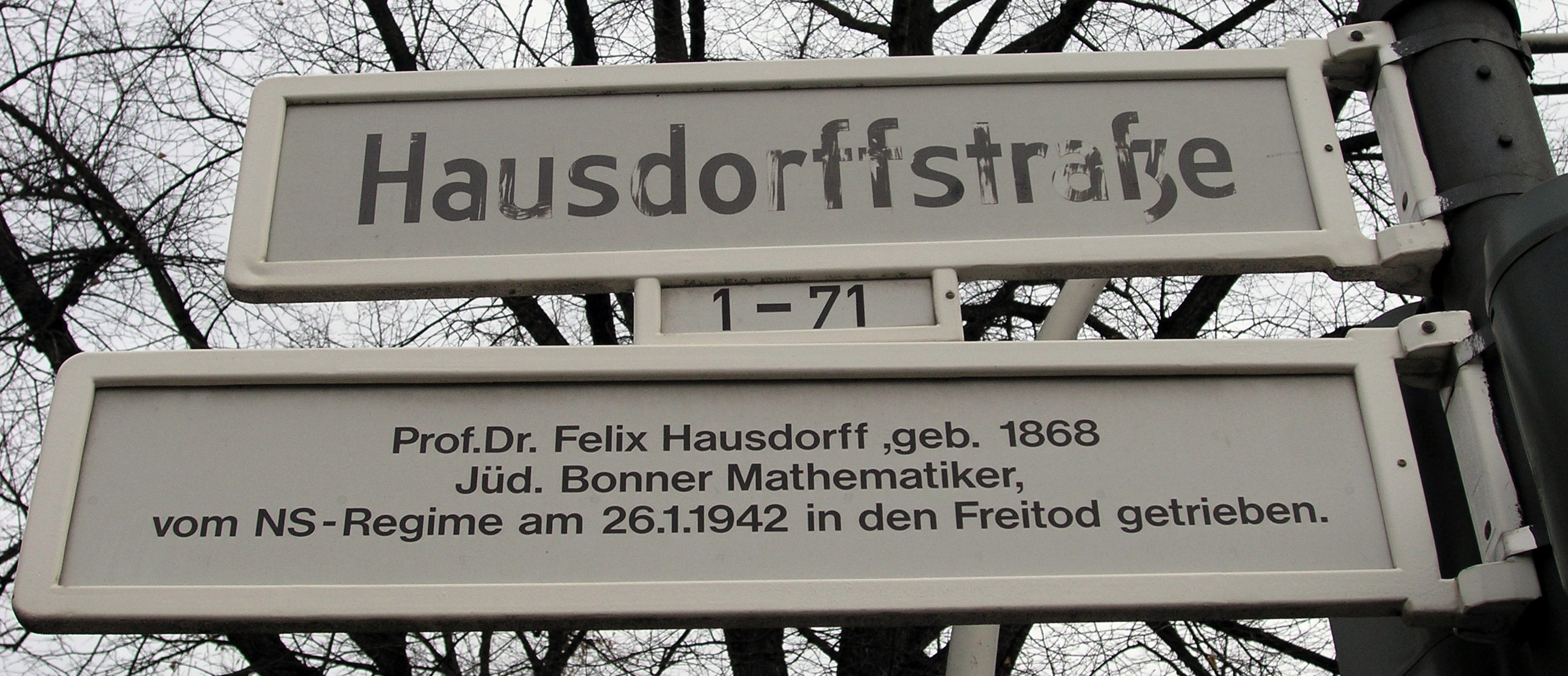
Hausdorffstraße (Bonn)

Hausdorffs Bibliothek wurde von seinem Schwiegersohn und Alleinerben Arthur König verkauft. Der handschriftliche Nachlass wurde von einem Freund der Familie, dem Bonner Ägyptologen Hans Bonnet, aufbewahrt. Er befindet sich heute in der Universitäts- und Landesbibliothek Bonn. Der Nachlass ist katalogisiert.

## Werk und Rezeption

### Hausdorff als Philosoph und Literat (Paul Mongré)
Sein Aphorismenband von 1897 war das erste unter dem Pseudonym Paul Mongré (à mon gré bedeutet: nach meinem Wunsch, wie es mir gefällt) erschienene Werk Hausdorffs. Er trägt den Titel Sant’ Ilario. Gedanken aus der Landschaft Zarathustras. Der Untertitel des Sant’ Ilario „Gedanken aus der Landschaft Zarathustras“ spielt zunächst darauf an, dass Hausdorff sein Buch während eines Erholungsaufenthaltes an der ligurischen Küste um Genua vollendet hat und dass Friedrich Nietzsche in ebendieser Gegend die ersten beiden Teile von Also sprach Zarathustra schrieb; er spielt auch auf die geistige Nähe zu Nietzsche an. In einer Selbstanzeige des Sant’ Ilario in der Wochenschrift Die Zukunft bekannte sich Hausdorff expressis verbis zu Nietzsche.
Hausdorff hat nicht versucht, Nietzsche zu kopieren oder gar zu übertreffen. „Von Nietzsche-Nachahmung keine Spur“, heißt es in einer zeitgenössischen Rezension. Er stellt sich neben Nietzsche in dem Bestreben, individuelles Denken freizusetzen, sich die Freiheit zu nehmen, überkommene Normen in Frage zu stellen. Zum Spätwerk Nietzsches wahrte Hausdorff kritische Distanz. In seinem Essay über das vom Nietzsche-Archiv aus nachgelassenen Notizen Nietzsches kompilierte Buch Der Wille zur Macht heißt es:

„In Nietzsche glüht ein Fanatiker. Seine Moral der Züchtung, auf unserem heutigen Fundamente biologischen und physiologischen Wissens errichtet: das könnte ein weltgeschichtlicher Skandal werden, gegen den Inquisition und Hexenprozeß zu harmlosen Verirrungen verblassen.“

Seinen kritischen Maßstab nahm Hausdorff von Nietzsche selbst.

„von dem gütigen, maßvollen, verstehenden Freigeist Nietzsche und von dem kühlen, dogmenfreien, systemlosen Skeptiker Nietzsche […]“

1898 erschien – ebenfalls unter dem Pseudonym Paul Mongré – Hausdorffs erkenntniskritischer Versuch Das Chaos in kosmischer Auslese. Die in diesem Buch vorgetragene Metaphysikkritik hatte ihren Ausgangspunkt in Hausdorffs Auseinandersetzung mit Nietzsches Idee der ewigen Wiederkunft. Es geht schließlich darum, jede Art von Metaphysik endgültig zu destruieren. Von der Welt an sich, vom transzendenten Weltkern – wie Hausdorff sich ausdrückt – wissen wir nichts und können wir nichts wissen. Wir müssen „die Welt an sich“ als unbestimmt und unbestimmbar, als bloßes Chaos voraussetzen. Die Welt unserer Erfahrung, unser Kosmos, ist das Ergebnis der Auslese, der Selektion, die wir nach unseren Möglichkeiten der Erkenntnis unwillkürlich schon immer vorgenommen haben und weiter vornehmen. Von jenem Chaos aus gesehen wären auch beliebige andere Ordnungen, andere Kosmoi, denkbar. Jedenfalls kann man von der Welt unseres Kosmos her keinen Schluss ziehen auf eine transzendente Welt.
1904 erschien in der Zeitschrift Die neue Rundschau Hausdorffs Theaterstück, der Einakter Der Arzt seiner Ehre. Es ist eine derbe Satire auf das Duellunwesen und auf die überkommenen Ehrbegriffe des Adels und des preußischen Offizierscorps, die in der sich entwickelnden bürgerlichen Gesellschaft immer anachronistischer wurden. Der Arzt seiner Ehre war Hausdorffs größter literarischer Erfolg. Es gab zwischen 1904 und 1918 zahlreiche Aufführungen in mehr als dreißig Städten. Hausdorff verfasste später noch einen Epilog zum Stück, der aber damals nicht aufgeführt wurde. Erst 2006 gelangte dieser Epilog bei der Jahrestagung der Deutschen Mathematiker-Vereinigung in Bonn zur Uraufführung.
Neben den oben erwähnten Werken schrieb Hausdorff zahlreiche Essays, die in führenden Literaturzeitschriften der damaligen Zeit erschienen sind, sowie einen Gedichtband Ekstasen (1900). Einige seiner Gedichte wurden vom österreichischen Komponisten Joseph Marx vertont.

### Theorie der geordneten Mengen
Hausdorffs Einstieg in ein gründliches Studium geordneter Mengen war nicht zuletzt durch Cantors Kontinuumproblem, welchen Platz die Kardinalzahl {\displaystyle \aleph =2^{\aleph _{0}}} in der Reihe der {\displaystyle \aleph _{\alpha }} einnimmt, motiviert. In einem Brief an Hilbert vom 29. September 1904 spricht er davon, dass dieses Problem ihn „beinahe wie eine Monomanie geplagt hatte“. Er sah in dem Satz {\displaystyle \mathrm {card} (T(\aleph _{0}))=\aleph } eine neue Strategie, das Problem anzugreifen. Cantor hatte {\displaystyle \aleph =\aleph _{1}} vermutet; bewiesen war nur {\displaystyle \aleph \geq \aleph _{1}}. {\displaystyle \aleph _{1}} ist die „Anzahl“ der möglichen Wohlordnungen einer abzählbaren Menge; {\displaystyle \aleph } hatte sich nun als „Anzahl“ aller möglichen Ordnungen einer solchen Menge herausgestellt. Es lag deshalb nahe, Ordnungen zu studieren, die spezieller als beliebige Ordnungen, aber allgemeiner als Wohlordnungen sind. Genau dies tat Hausdorff in seiner ersten mengentheoretischen Veröffentlichung von 1901 mit dem Studium „gestufter Mengen“. Man weiß aus den Ergebnissen von Kurt Gödel und Paul Cohen, dass diese Strategie, das Kontinuumproblem zu lösen, ebenso wenig zum Ziel führen konnte wie Cantors Strategie, die darauf zielte, den Satz von Cantor-Bendixson von den abgeschlossenen Mengen auf beliebige überabzählbare Punktmengen zu verallgemeinern.
1904 publizierte Hausdorff die nach ihm benannte Rekursionsformel:
Für jede Nichtlimeszahl {\displaystyle \mu } gilt {\displaystyle \aleph _{\mu }^{\aleph _{\alpha }}=\aleph _{\mu }\;\aleph _{\mu -1}^{\aleph _{\alpha }}.}
Diese Formel wurde, zusammen mit dem von Hausdorff später eingeführten Begriff der Konfinalität, die Grundlage aller weiteren Ergebnisse zur Alephexponentiation. Die genaue Kenntnis der Problematik von Rekursionsformeln dieser Art hatte Hausdorff auch befähigt, den Irrtum in Julius Königs Vortrag auf dem Internationalen Mathematikerkongress 1904 in Heidelberg aufzudecken. König hatte dort vorgetragen, dass das Kontinuum nicht wohlgeordnet werden könne, also seine Kardinalzahl gar kein Aleph sei; er hatte damit großes Aufsehen erregt. Die Feststellung, dass es Hausdorff war, der den Irrtum aufklärte, hat ein besonderes Gewicht, weil in der historischen Literatur seit mehr als 50 Jahren ein falsches Bild über die Heidelberger Ereignisse gezeichnet wird.
In die Jahre 1906 bis 1909 fallen Hausdorffs grundlegende Arbeiten über geordnete Mengen. Daraus können hier nur einige wenige Punkte kurz berührt werden. Von fundamentaler Bedeutung für die gesamte Theorie ist der von Hausdorff eingeführte Begriff der Konfinalität. Eine Ordinalzahl heißt regulär, wenn sie mit keiner kleineren Ordinalzahl konfinal ist, ansonsten singulär. Hausdorffs Frage, ob es reguläre Anfangszahlen mit Limeszahlindex gibt, war der Ausgangspunkt für die Theorie der unerreichbaren Kardinalzahlen. Hausdorff hatte schon bemerkt, dass solche Zahlen, wenn sie existieren, von „exorbitanter Größe“ sein müssen.
Von grundlegender Bedeutung ist der folgende Satz Hausdorffs: Zu jeder geordneten unberandeten dichten Menge {\displaystyle A} gibt es zwei eindeutig bestimmte reguläre Anfangszahlen {\displaystyle \omega _{\xi },\omega _{\eta }} so, dass {\displaystyle A} mit {\displaystyle \omega _{\xi }} konfinal, mit {\displaystyle \omega _{\eta }^{*}} (* bezeichnet die inverse Ordnung) koinitial ist. Dieser Satz liefert beispielsweise eine Technik, um Lücken und Elemente in geordneten Mengen zu charakterisieren. Hausdorff benutzte dazu die von ihm eingeführten Lücken- und Elementcharaktere.
Ist {\displaystyle W} eine vorgegebene Menge von Charakteren (Element- und Lückencharaktere), so stellt sich die Frage, ob es geordnete Mengen gibt, deren Charakterenmenge gerade {\displaystyle W} ist. Man findet relativ leicht eine notwendige Bedingung für {\displaystyle W}. Hausdorff gelang es zu zeigen, dass diese Bedingung auch hinreichend ist, d. h., zu jedem {\displaystyle W}, das der Bedingung genügt, gibt es eine geordnete Menge, die {\displaystyle W} zur Charakterenmenge hat. Hierfür benötigt man ein reichhaltiges Reservoir geordneter Mengen; dieses hat Hausdorff mit seiner Theorie der allgemeinen geordneten Produkte und Potenzen auch schaffen können. In diesem Reservoir finden sich so interessante Strukturen wie die Hausdorffschen {\displaystyle \eta _{\alpha }}-Normaltypen; im Zusammenhang mit deren Studium formulierte Hausdorff erstmals die verallgemeinerte Kontinuumshypothese. Hausdorffs {\displaystyle \eta _{\alpha }}-Mengen bildeten den Ausgangspunkt für das Studium der in der Modelltheorie so wichtigen saturierten Strukturen.
Hausdorffs allgemeine Produkte und Potenzen hatten ihn auch auf den Begriff der partiell geordneten Menge geführt. Ferner erwiesen sich die von ihm eingehend studierten finalen Graduierungen von Folgen bzw. Funktionen als partielle Ordnungen. Das Problem, ob es in diesen partiell geordneten Mengen maximale geordnete Teilmengen (Hausdorff nannte sie Pantachien) ohne {\displaystyle \omega _{1}\omega _{1}^{*}}-Lücken gibt, ist das älteste bis heute ungelöste Problem der Mengenlehre. Die Frage, ob es zu jeder geordneten Teilmenge einer partiell geordneten Menge eine sie enthaltende maximale geordnete Teilmenge gibt, konnte Hausdorff unter Verwendung des Wohlordnungssatzes positiv beantworten. Dies ist der heute nach ihm benannte Maximalkettensatz. Er folgt nicht nur aus dem Wohlordnungssatz (oder aus dem – zu diesem gleichwertigen – Auswahlaxiom), sondern er ist, wie sich später herausstellte, sogar zum Auswahlaxiom äquivalent.
Bereits 1908 hatte Arthur Schoenflies im zweiten Teil seines Berichtes über Mengenlehre festgestellt, dass man die neuere Theorie der geordneten Mengen (d. h. die nach Cantor erfolgten Erweiterungen dieser Theorie) fast ausschließlich Hausdorff verdanke.

### Dasopus magnum„Grundzüge der Mengenlehre“
Zur Mengenlehre im damaligen Verständnis dieses Gebietes zählten neben der allgemeinen Mengenlehre auch die Theorie der Punktmengen sowie die Inhalts- und Maßtheorie. Hausdorffs Werk war das erste Lehrbuch, das die gesamte Mengenlehre in diesem umfassenden Sinne systematisch und mit vollständigen Beweisen darstellte. Hausdorff war sich dessen bewusst, wie leicht der menschliche Geist auch beim Bemühen um Strenge und Wahrheit irren kann. So stellt er im Vorwort der Grundzüge in Aussicht:

„… von dem menschlichen Privileg des Irrtums einen möglichst sparsamen Gebrauch zu machen.“

Dieses Buch ging weit über die meisterhafte Darstellung des Bekannten hinaus. Es enthielt eine Reihe bedeutender origineller Beiträge seines Verfassers, die im Folgenden nur kurz angedeutet werden können.
Die ersten sechs Kapitel der Grundzüge behandeln die allgemeine Mengenlehre. An die Spitze stellt Hausdorff eine ausführliche Mengenalgebra mit zum Teil neuen zukunftsweisenden Konzepten (Differenzenketten, Mengenringe und Mengenkörper, {\displaystyle \delta }- und {\displaystyle \sigma }-Systeme). Diese einführenden Paragraphen über Mengen und ihre Verknüpfungen enthalten beispielsweise auch den modernen mengentheoretischen Funktionsbegriff; sie stellen sozusagen die künftige mathematische Sprache bereit. Es folgt in den Kapiteln 3 bis 5 die klassische Theorie der Kardinalzahlen, Ordnungstypen und Ordinalzahlen. Im sechsten Kapitel „Beziehungen zwischen geordneten und wohlgeordneten Mengen“ präsentiert Hausdorff unter anderem die wichtigsten Ergebnisse seiner eigenen Forschungen über geordnete Mengen.
In den Kapiteln über „Punktmengen“ – den topologischen Kapiteln – entwickelt Hausdorff erstmals, von seinen bekannten Umgebungsaxiomen ausgehend, eine systematische Theorie der topologischen Räume, wobei er zusätzlich das später nach ihm benannte Trennungsaxiom forderte. Diese Theorie geht aus einer umfassenden Synthese von früheren Ansätzen anderer Mathematiker und eigenen Reflexionen Hausdorffs über das Raumproblem hervor. Die Begriffe und Sätze der klassischen Punktmengenlehre des {\displaystyle \mathbb {R} ^{n}} werden – soweit möglich – auf den allgemeinen Fall übertragen und damit zum Bestandteil der neu geschaffenen allgemeinen oder mengentheoretischen Topologie. Aber Hausdorff leistet nicht nur diese „Übersetzungsarbeit“, sondern er entwickelt dabei auch grundlegende Konstruktionsverfahren der Topologie wie Kernbildung (offener Kern, insichdichter Kern) und Hüllenbildung (abgeschlossene Hülle), und er arbeitet die fundamentale Bedeutung des Begriffs der offenen Menge (von ihm „Gebiet“ genannt) und des von Fréchet eingeführten Kompaktheitsbegriffes heraus. Er begründet und entwickelt ferner die Theorie des Zusammenhangs, insbesondere durch die Einführung der Begriffe „Komponente“ und „Quasikomponente“.
Mittels des ersten und schließlich des zweiten Hausdorffschen Abzählbarkeitsaxioms werden die betrachteten Räume schrittweise weiter spezialisiert. Eine große Klasse von Räumen, die dem ersten Abzählbarkeitsaxiom genügen, bilden die metrischen Räume. Sie wurden 1906 von Fréchet unter der Bezeichnung „classes (E)“, eingeführt. Von Hausdorff stammt die Bezeichnung „metrischer Raum“. Er entwickelte in den Grundzügen die Theorie der metrischen Räume systematisch und bereicherte sie durch eine Reihe neuer Konzepte: Hausdorff-Metrik, Vervollständigung, totale Beschränktheit, {\displaystyle \rho }-Zusammenhang, reduzible Mengen. Fréchets Arbeit war wenig beachtet worden; erst durch Hausdorffs Grundzüge wurden die metrischen Räume Allgemeingut der Mathematiker.
Auch das Kapitel über Abbildungen und das Schlusskapitel der Grundzüge über Maß- und Integrationstheorie bestechen durch die Allgemeinheit des eingenommenen Standpunktes und die Originalität der Darstellung. Hausdorffs dort gegebener Hinweis auf die Bedeutung der Maßtheorie für die Wahrscheinlichkeitsrechnung hatte – obwohl von lakonischer Kürze – große historische Wirkung. Man findet in diesem Kapitel auch den ersten korrekten Beweis für das starke Gesetz der großen Zahlen von Émile Borel. Der Anhang schließlich enthält das wohl spektakulärste Einzelresultat des ganzen Buches, nämlich Hausdorffs Satz, dass man im {\displaystyle \mathbb {R} ^{n}} für {\displaystyle n\geq 3} nicht auf allen beschränkten Teilmengen einen Inhalt definieren kann. Der Beweis beruht auf Hausdorffs paradoxer Kugelzerlegung, für deren Herstellung man das Auswahlaxiom benötigt.
Im Laufe des 20. Jahrhunderts wurde es zum Standard, mathematische Theorien mengentheoretisch-axiomatisch aufzubauen. Die Schaffung axiomatisch begründeter allgemeiner Theorien, wie etwa der allgemeinen Topologie, diente unter anderem dazu, den gemeinsamen strukturellen Kern aus verschiedenen konkreten Fällen oder Teilgebieten herauszuschälen und dann eine abstrakte Theorie aufzustellen, die alle diese Teile als Spezialfälle enthielt und die so einen großen Gewinn an Vereinfachung, Vereinheitlichung und damit letztlich an Denkökonomie mit sich brachte. Hausdorff selbst hat diesen Gesichtspunkt in den Grundzügen besonders hervorgehoben. Die topologischen Kapitel der Grundzüge sind – so gesehen – auch methodisch eine Pionierleistung, und sie waren insofern richtungsweisend für die Entwicklung der modernen Mathematik.
Die Grundzüge der Mengenlehre waren in einer bereits spannungsgeladenen Zeit am Vorabend des Ersten Weltkrieges erschienen. Im August 1914 begann der Krieg, der auch das wissenschaftliche Leben in Europa in dramatischer Weise in Mitleidenschaft zog. Unter diesen Umständen konnte Hausdorffs Buch in den ersten fünf bis sechs Jahren nach seinem Erscheinen kaum wirksam werden. Nach dem Krieg schickte sich eine junge neue Generation von Forschern an, die Anregungen aufzunehmen, die in diesem Werk in so reichem Maße enthalten waren, wobei ohne Zweifel die Topologie im Mittelpunkt des Interesses stand. Eine besondere Rolle bei der Rezeption der Hausdorffschen Ideen spielte die 1920 in Polen gegründete Zeitschrift Fundamenta Mathematicae. Sie war eine der ersten mathematischen Spezialzeitschriften mit den Schwerpunkten Mengenlehre, Topologie, Theorie der reellen Funktionen, Maß- und Integrationstheorie, Funktionalanalysis, Logik und Grundlagen der Mathematik. Ein besonderes Gewicht hatte in diesem Spektrum die allgemeine Topologie. Hausdorffs Grundzüge waren in Fundamenta Mathematicae vom ersten Bande an in bemerkenswerter Häufigkeit präsent. Von den 558 Arbeiten (Hausdorffs eigene drei Arbeiten nicht gerechnet), die in den ersten zwanzig Bänden von 1920 bis 1933 erschienen, zitieren 88 die Grundzüge. Dabei muss man noch berücksichtigen, dass Hausdorffs Begriffsbildungen zunehmend Allgemeingut wurden, sodass sie auch in einer Reihe von Arbeiten verwendet werden, die ihn nicht explizit nennen.
Auch die russische topologische Schule, die von Paul Alexandroff und Paul Urysohn begründet wurde, fußte in starkem Maße auf Hausdorffs Grundzügen. Davon zeugt der in Hausdorffs Nachlass erhalten gebliebene Briefwechsel mit Urysohn und insbesondere Alexandroff und auch Urysohns Mémoire sur les multiplicités Cantoriennes, eine Arbeit vom Umfang eines Buches, in der Urysohn seine Dimensionstheorie entwickelt und in der die Grundzüge nicht weniger als 60-mal zitiert werden.
Noch lange nach dem Zweiten Weltkrieg bestand eine lebhafte Nachfrage nach Hausdorffs Buch, und es gab drei Nachdrucke bei Chelsea aus den Jahren 1949, 1965 und 1978.

### Deskriptive Mengenlehre, Maßtheorie und Analysis
Im Jahre 1916 lösten Hausdorff und Alexandroff unabhängig voneinander das Kontinuumproblem für Borelmengen: Jede Borelmenge in einem vollständigen separablen metrischen Raum ist entweder höchstens abzählbar oder sie hat die Mächtigkeit des Kontinuums. Dieses Resultat verallgemeinert den Satz von Cantor-Bendixson, der eine solche Aussage für abgeschlossene Mengen des {\displaystyle \mathbb {R} ^{n}} macht. Für lineare {\displaystyle G_{\delta }}-Mengen hatte William Henry Young 1903, für {\displaystyle G_{\delta \sigma \delta }}-Mengen Hausdorff 1914 in den Grundzügen ein entsprechendes Resultat erzielt. Der Satz von Alexandroff und Hausdorff war ein kräftiger Impuls für die weitere Entwicklung der deskriptiven Mengenlehre.
Aus den Veröffentlichungen Hausdorffs in der Greifswalder Zeit ragt die Arbeit von 1919 Dimension und äußeres Maß besonders hervor. Sie ist bis heute hoch aktuell geblieben und die in den letzten Jahren wohl meistzitierte mathematische Originalarbeit aus dem Jahrzehnt von 1910 bis 1920. In dieser Arbeit werden die Konzepte eingeführt, die man heute als Hausdorff-Maß und als Hausdorff-Dimension bezeichnet.
Hausdorffs Dimensionsbegriff ist ein feines Instrument zur Charakterisierung und Vergleichung „stark zerklüfteter Mengen“. Die Begriffsbildungen aus Dimension und äußeres Maß haben Anwendungen und Fortentwicklungen in zahlreichen Gebieten erfahren wie beispielsweise in der Theorie der dynamischen Systeme, der geometrischen Maßtheorie, der Theorie selbstähnlicher Mengen und Fraktale, der Theorie stochastischer Prozesse, der harmonischen Analyse, der Potentialtheorie und der Zahlentheorie.
In die zweite Bonner Zeit fallen bedeutende analytische Arbeiten Hausdorffs. In Summationsmethoden und Momentfolgen I entwickelt er 1921 eine ganze Klasse von Summationsmethoden für divergente Reihen, die heute Hausdorff-Verfahren genannt werden. In Hardys Klassiker Divergent Series ist den Hausdorff-Verfahren ein ganzes Kapitel gewidmet. Die klassischen Verfahren von Hölder und Cesàro erwiesen sich als spezielle Hausdorff-Verfahren. Jedes Hausdorff-Verfahren ist durch eine Momentfolge gegeben; in diesem Zusammenhang gab Hausdorff eine elegante Lösung des Momentproblems für ein endliches Intervall unter Umgehung der Theorie der Kettenbrüche. In Momentprobleme für ein endliches Intervall von 1923 behandelte er speziellere Momentprobleme, etwa mit gewissen Einschränkungen für die erzeugende Dichte {\displaystyle \varphi (x)}, z. B. {\displaystyle \varphi (x)\in L^{p}[0,1]}. Kriterien für Lösbarkeit und Bestimmtheit von Momentproblemen haben Hausdorff viele Jahre beschäftigt, wie hunderte Seiten an Studien in seinem Nachlass bezeugen.
Ein bedeutender Beitrag zu der sich in den zwanziger Jahren herausbildenden Funktionalanalysis war Hausdorffs Übertragung des Satzes von Fischer-Riesz auf {\displaystyle L^{p}}-Räume 1923 in Eine Ausdehnung des Parsevalschen Satzes über Fourierreihen. Er bewies dort die heute nach ihm und W. H. Young benannten Ungleichungen. Die Hausdorff-Youngschen Ungleichungen sind Ausgangspunkt weitreichender neuer Entwicklungen geworden.
1927 erschien Hausdorffs Buch Mengenlehre. Es war als 2. Auflage der Grundzüge deklariert, tatsächlich aber ein vollkommen neues Buch. Da der Umfang wegen des Erscheinens in Göschens Lehrbücherei gegenüber den Grundzügen erheblich eingeschränkt war, waren große Teile der Theorie der geordneten Mengen und die Maß- und Integrationstheorie weggefallen. „Mehr als diese Streichungen wird vielleicht bedauert werden“ (so Hausdorff im Vorwort), „daß ich zu weiterer Raumersparnis in der Punktmengenlehre den topologischen Standpunkt, durch den sich die erste Auflage anscheinend viele Freunde erworben hat, aufgegeben und mich auf die einfachere Theorie der metrischen Räume beschränkt habe“.
In der Tat haben dies einige Rezensenten des Werkes ausdrücklich bedauert. Gewissermaßen als Ausgleich hat Hausdorff hier erstmals den damals aktuellen Stand der deskriptiven Mengenlehre dargestellt. Diese Tatsache sicherte dem Buch eine fast ebenso intensive Rezeption, wie sie die Grundzüge erfahren hatten, vor allem in Fundamenta Mathematicae. Als Lehrbuch war es sehr beliebt; 1935 erschien eine erweiterte Neuauflage; diese wurde 1944 bei Dover nachgedruckt. Eine englische Übersetzung erschien 1957 mit Nachauflagen 1962 und 1967.
Es gibt auch eine russische Ausgabe (1937), welche allerdings nur teilweise eine treue Übersetzung, teilweise eine Neubearbeitung durch Alexandroff und Kolmogorow ist, die den topologischen Standpunkt wieder mehr in den Vordergrund rückten. 1928 erschien eine Rezension der Mengenlehre aus der Feder von Hans Hahn. Möglicherweise hatte Hahn schon die Gefahr des deutschen Antisemitismus im Auge, als er diese Besprechung mit folgendem Satz schloss:

„Eine in jeder Hinsicht mustergültige Darstellung eines schwierigen und dornigen Gebietes; ein Werk von der Art derer, die den Ruhm der deutschen Wissenschaft über die Welt getragen haben und auf das mit dem Verfasser alle deutschen Mathematiker stolz sein dürfen.“

### Die letzten Arbeiten
In seiner letzten Arbeit Erweiterung einer stetigen Abbildung zeigte Hausdorff 1938, dass eine stetige Abbildung von einer abgeschlossenen Teilmenge {\displaystyle F} eines metrischen Raumes {\displaystyle E} stetig auf ganz {\displaystyle E} erweitert werden kann (gegebenenfalls muss der Bildraum erweitert werden). Insbesondere kann jeder Homöomorphismus von {\displaystyle F} zu einem Homöomorphismus auf ganz {\displaystyle E} erweitert werden. Diese Arbeit setzt Untersuchungen früherer Jahre fort. 1919 hatte Hausdorff in Über halbstetige Funktionen und deren Verallgemeinerung unter anderem einen neuen einfachen Beweis für den Fortsetzungssatz von Tietze gegeben. In Erweiterung einer Homöomorphie zeigte er 1930 Folgendes: Ist {\displaystyle E} ein metrischer Raum, {\displaystyle F\subset E} abgeschlossen und wird auf {\displaystyle F} eine neue Metrik eingeführt, ohne die Topologie zu ändern, so kann die neue Metrik unter Erhaltung der alten Topologie auf den ganzen Raum ausgedehnt werden. Die Arbeit Gestufte Räume erschien 1935, hier betrachtete Hausdorff Räume, welche die Kuratowskischen Hüllenaxiome bis auf das Axiom der Idempotenz des Hüllenoperators erfüllen. Er nennt sie gestufte Räume (heute oft als closure spaces bezeichnet) und benutzt sie zum Studium der Beziehungen zwischen den Fréchetschen Limesräumen und den topologischen Räumen. Die bedeutendste Arbeit der dreißiger Jahre ist Summen von {\displaystyle \aleph _{1}} Mengen. Sie hat in der Mengenlehre der „forcing-Ära“ eine außergewöhnliche Resonanz gefunden (Stichwort „Hausdorff-gaps“).

## Hausdorff als Namensgeber
Der Name Hausdorff findet sich vielfach in der Mathematik, unter anderem wurden nach ihm benannt:
- Hausdorff-Raum
- Hausdorff-Maß
- Hausdorff-Dimension
- Hausdorff-Konvergenz
- Hausdorff-Metrik
- Hausdorffs Maximalkettensatz
- Hausdorff-Trennungsaxiom
- Hausdorff-Lücken
- Hausdorff-Young-Ungleichung
- Baker-Campbell-Hausdorff-Formel
- Gδ-Satz von Hausdorff

An den Universitäten Bonn und Greifswald wurde ihm zu Ehren benannt:
- das Ende 2006 gegründete Exzellenzcluster Hausdorff Center for Mathematics in Bonn,
- das Hausdorff Research Institute for Mathematics in Bonn und das
- internationale Begegnungszentrum Felix Hausdorff in Greifswald.

Außerdem gibt es in Bonn die Hausdorffstraße, in der er einst gewohnt hat (Haus-Nr. 61). In Greifswald gibt es eine Felix-Hausdorff-Straße, dort befinden sich unter anderem die Institute für Biochemie und Physik. Seit 2011 gibt es im Leipziger Ortsteil Gohlis-Mitte den neu angelegten Hausdorffweg.
Der Asteroid (24947) Hausdorff wurde nach ihm benannt.

## Schriften

### Als Paul Mongré
Aus den im Text erwähnten Essays wird hier nur eine Auswahl angegeben.
- Sant’ Ilario. Gedanken aus der Landschaft Zarathustras. Verlag C. G. Naumann, Leipzig 1897.
- Das Chaos in kosmischer Auslese – Ein erkenntniskritischer Versuch. Verlag C. G. Naumann, Leipzig 1898; Nachdruck, hrsg. und mit Vorwort von Max Bense. Agis-Verlag, Baden-Baden 1976, ISBN 3-87007-013-7.
- Massenglück und Einzelglück. Neue Deutsche Rundschau (Freie Bühne) 9 (1), (1898), S. 64–75.
- Das unreinliche Jahrhundert. Neue Deutsche Rundschau (Freie Bühne) 9 (5), (1898), S. 443–452.
- Ekstasen. Gedichtband. Verlag H. Seemann Nachf., Leipzig 1900.
- Der Wille zur Macht. In: Neue Deutsche Rundschau (Freie Bühne) 13 (12) (1902), S. 1334–1338.
- Max Klingers Beethoven. Zeitschrift für bildende Kunst, Neue Folge 13 (1902), S. 183–189.
- Sprachkritik. Neue Deutsche Rundschau (Freie Bühne) 14 (12), (1903), S. 1233–1258.
- Der Arzt seiner Ehre, Groteske. In: Die neue Rundschau (Freie Bühne) 15 (8), (1904), S. 989–1013. Neuherausgabe als: Der Arzt seiner Ehre. Komödie in einem Akt mit einem Epilog. Mit 7 Bildnissen, Holzschnitte von Hans Alexander Müller nach Zeichnungen von Walter Tiemann, 10 Bl., 71 S. Fünfte ordentliche Veröffentlichung des Leipziger Bibliophilen-Abends, Leipzig 1910. Neudruck: S. Fischer, Berlin 1912, 88 S.

### Als Felix Hausdorff
- Beiträge zur Wahrscheinlichkeitsrechnung Ber. über die Verhandlungen der Königl. Sächs. Ges. der Wiss. zu Leipzig. Math.-phys. Classe 53 (1901), S. 152–178.
- Über eine gewisse Art geordneter Mengen. Ber. über die Verhandlungen der Königl. Sächs. Ges. der Wiss. zu Leipzig. Math.-phys. Classe 53 (1901), S. 460–475.
- Das Raumproblem. Antrittsvorlesung an der Universität Leipzig, gehalten am 4. Juli 1903. Ostwalds Annalen der Naturphilosophie 3 (1903), S. 1–23.
  - Auch in: Herbert Beckert, Walter Purkert: Leipziger mathematische Antrittsvorlesungen. Auswahl aus den Jahren 1869–1922. B. G. Teubner, Leipzig 1987 (mit Biografie).
- Der Potenzbegriff in der Mengenlehre. Jahresbericht der DMV 13 (1904), S. 569–571.
- Untersuchungen über Ordnungstypen I, II, III. Ber. über die Verhandlungen der Königl. Sächs. Ges. der Wiss. zu Leipzig. Math.-phys.\ Klasse 58 (1906), S. 106–169.
- Untersuchungen über Ordnungstypen IV, V. Ber. über die Verhandlungen der Königl. Sächs. Ges. der Wiss. zu Leipzig. Math.-phys. Klasse 59 (1907), S. 84–159.
- Über dichte Ordnungstypen. Jahresbericht der DMV 16 (1907), S. 541–546.
- Grundzüge einer Theorie der geordneten Mengen. Math. Annalen 65 (1908), S. 435–505.
- Die Graduierung nach dem Endverlauf. Abhandlungen der Königl. Sächs. Ges. der Wiss. zu Leipzig. Math.-phys. Klasse 31 (1909), S. 295–334.
- Grundzüge der Mengenlehre. Verlag Veit & Co, Leipzig. 476 S. mit 53 Figuren. Nachdrucke: Chelsea Pub. Co., 1949, 1965, 1978.
- Die Mächtigkeit der Borelschen Mengen. Math. Annalen 77 (1916), S. 430–437.
- Dimension und äußeres Maß. Math. Annalen 79 (1919), S. 157–179.
- Über halbstetige Funktionen und deren Verallgemeinerung. Math. Zeitschrift 5 (1919), S. 292–309.
- Summationsmethoden und Momentfolgen I, II. Math. Zeitschrift 9 (1921), I: S. 74–109, II: S. 280–299.
- Eine Ausdehnung des Parsevalschen Satzes über Fourierreihen. Math. Zeitschrift 16 (1923), S. 163–169.
- Momentprobleme für ein endliches Intervall. Math. Zeitschrift 16 (1923), S. 220–248.
- Mengenlehre. Zweite neubearbeitete Auflage. Verlag Walter de Gruyter & Co., Berlin. 285 S. mit 12 Figuren.
- Erweiterung einer Homöomorphie. (PDF; 389 kB), Fundamenta Mathematicae 16 (1930), S. 353–360.
- Zur Theorie der linearen metrischen Räume. Journal für reine und angewandte Mathematik 167 (1931/32), S. 294–311.
- Über innere Abbildungen. Fundamenta Mathematicae 23 (1934), S. 279–291.
- Mengenlehre. Dritte Auflage. Mit einem zusätzlichen Kapitel und einigen Nachträgen. Verlag Walter de Gruyter & Co., Berlin. 307 S. mit 12 Figuren. Nachdruck: Dover Pub. New York, 1944. Englische Ausgabe: Set theory. Übersetzung aus dem Deutschen von J. R. Aumann u. a., Chelsea Pub. Co., New York 1957, 1962, 1967.
- Gestufte Räume. (PDF; 1,2 MB), Fundamenta Mathematicae 25 (1935), S. 486–502.
- Summen von {\displaystyle \aleph _{1}}-Mengen. Fundamenta Mathematicae 26 (1936), S. 241–255.
- Erweiterung einer stetigen Abbildung. (PDF; 450 kB), Fundamenta Mathematicae 30 (1938), S. 40–47.
- Nachgelassene Schriften. 2 Bände. Ed.: G. Bergmann, Teubner, Stuttgart 1969. Band I enthält aus dem Nachlass die Faszikel 510–543, 545–559, 561–577, Band II die Faszikel 578–584, 598–658 (alle Faszikel sind im Faksimiledruck wiedergegeben).

### Gesammelte Werke
Das Projekt „Hausdorff-Edition“ (E. Brieskorn (†), F. Hirzebruch (†), W. Purkert, R. Remmert (†) und E. Scholz) hat mit Autoren aus Deutschland und weiteren vier Ländern eine kommentierte und um Nachlassmaterial ergänzte Ausgabe der gesammelten Werke in Angriff genommen und inzwischen fertiggestellt. Dabei arbeiteten über zwanzig Mathematiker, Historiker, Philosophen und Literaturwissenschaftler zusammen. Die Edition wurde bis Ende 2011 als Langzeitprojekt von der Nordrhein-Westfälischen Akademie der Wissenschaften und der Künste getragen und im Rahmen des Akademienprogramms gefördert. Die Edition umfasst neun Bände, davon Band I in zwei Teilbänden. Die Bände sind zwischen 2001 und 2020 im Springer-Verlag, Heidelberg erschienen.
- Band IA: Allgemeine Mengenlehre.[28] 2013, ISBN 978-3-642-25598-4.
- Band IB: Felix Hausdorff – Paul Mongré (Biographie). 2018, ISBN 978-3-662-56380-9.
- Band II: Grundzüge der Mengenlehre (1914). 2002, ISBN 978-3-540-42224-2.
- Band III: Mengenlehre (1927, 1935); Deskriptive Mengenlehre und Topologie. 2008, ISBN 978-3-540-76806-7.
- Band IV: Analysis, Algebra und Zahlentheorie. 2001, ISBN 978-3-540-41760-6.
- Band V: Astronomie, Optik und Wahrscheinlichkeitstheorie. 2006, ISBN 978-3-540-30624-5.
- Band VI: Geometrie, Raum und Zeit. 2020, ISBN 978-3-540-77838-7.
- Band VII: Philosophisches Werk. 2004, ISBN 978-3-540-20836-5.
- Band VIII: Literarisches Werk. 2010, ISBN 978-3-540-77758-8.
- Band IX: Korrespondenz. 2012, ISBN 978-3-642-01116-0.